# Chi Scorpii
Chi Scorpii (17 Scorpii) é uma estrela na direção da constelação de Scorpius. Possui uma ascensão reta de 16h 13m 50.91s e uma declinação de −11° 50′ 15.8″. Sua magnitude aparente é igual a 5.24. Considerando sua distância de 439 anos-luz em relação à Terra, sua magnitude absoluta é igual a −0.41. Pertence à classe espectral K3III.